# Acceptance Speech
Acceptance Speech — пятый студийный альбом американской постхардкор-группы Dance Gavin Dance, выпущенный 8 октября 2013 года на лейбле Rise Records. Альбом является продолжением четвертого студийного альбома группы, Downtown Battle Mountain II (2011), и первым студийным альбомом группы, в котором приняли участие чистый вокалист Тилиан Пирсон, бас-гитарист Тим Фирик и гитарист Джош Бентон. Это единственный студийный альбом группы, в котором Бентон играл на ритм-гитаре, который покинул группу вскоре после выхода альбома. Продюсером альбома выступил Мэтт Малпасс, и это первый и единственный студийный альбом группы, который не был спродюсирован Крисом Крамметтом, который продюсировал все предыдущие релизы группы, начиная с Whatever I Say Is Royal Ocean (2006).
Альбом был анонсирован 18 июля 2013 года. Он был поддержан лид-синглом «The Robot with Human Hair, Pt. 4», выпущенным 19 июля 2013 года. Промо-сингл, заглавный трек «Acceptance Speech», был выпущен 16 сентября. Второй промо-сингл, «Jesus H. Macy», был выпущен 30 сентября. 31 октября группа выпустила клип на песню «Strawberry Swisher, Pt. 3». Премьера другого клипа, на песню «Death of the Robot with Human Hair», состоялась 7 марта 2014 года. 22 сентября 2014 года группа выпустила би-сайд трек «Pussy Vultures», песню с сессий записи альбома. Для продвижения альбома группа отправилась в турне «Acceptance Speech Tour» и «Rise Records Tour» в 2014 году. 30 августа 2019 года группа выпустила инструментальную и ремастированную версию альбома, Acceptance Speech 2.0, на платформах потокового вещания и цифрового скачивания.

## Отзывы
| Оценки критиков | Оценки критиков |
| Источник        | Оценка          |
| --------------- | --------------- |
| Allmusic        | [ 5 ]           |
| Deadpress       | (8/10)          |

Альбом получил умеренные отзывы музыкальной критики и интернет-изданий.
В Allmusic отметили, что «Сочетая в себе элементы пост-хардкора, джаз-фьюжн, прогрессивного рока и скримо, Dance Gavin Dance - это группа, чья эволюция больше направлена на совершенствование своего звучания, чем на его расширение. На Acceptance Speech, своем пятом альбоме, группа возвращается с новым чистым вокалистом Тилианом Пирсоном, который дебютирует. Учитывая вращающуюся дверь вокалистов группы, у давних поклонников, несомненно, есть свои любимые вокальные пары, но в своем дебютном путешествии с Dance Gavin Dance Пирсон справляется с задачей. В сочетании со сложной гитарной работой в песнях, голос Пирсона парит, обеспечивая легкость, которая компенсирует сложный узел, который в противном случае мог бы стать подавляющим, если не изнуряющим, в его отсутствие. В целом, «Acceptance Speech» - это альбом, который помогает сохранить статус-кво для Dance Gavin Dance, внося небольшие коррективы в их звучание, но в основном оставаясь на прежнем уровне, что делает альбом, который должен понравиться давним поклонникам группы».
Альбом получил от смешанных до положительных отзывов критиков, причем похвала была направлена на определенные аспекты альбома. Однако вокал Тилиана Пирсона, а также уникальное смешение жанров получили не слишком теплые отзывы. Deadpress завершили свою рецензию словами: «Что мы имеем здесь - это освеженные DGD, которым удалось сохранить свою индивидуальность, и, возможно, у нас также будет постоянный состав в обозримом будущем», и поставили альбому оценку восемь из десяти.
Критика была направлена против производства и лирического содержания, как сказал Адам Томас из sputnikmusic: «...но в конце концов лирическое мастерство Месса настолько далеко за пределами хитов или промахов, что это просто абсурд».

## Список композиций
| №                   | Название                                                       | Длительность |
| ------------------- | -------------------------------------------------------------- | ------------ |
| 1.                  | «Jesus H. Macy»                                                | 3:25         |
| 2.                  | «The Robot with Human Hair, Pt. 4»                             | 3:33         |
| 3.                  | «Acceptance Speech»                                            | 4:26         |
| 4.                  | «Carve»                                                        | 2:49         |
| 5.                  | «Doom & Gloom»                                                 | 3:41         |
| 6.                  | «Strawberry Swisher, Pt. 3»                                    | 3:35         |
| 7.                  | «Honey Revenge»                                                | 3:28         |
| 8.                  | «Demo Team»                                                    | 3:08         |
| 9.                  | «Death of the Robot with Human Hair»                           | 5:07         |
| 10.                 | «The Jiggler»                                                  | 4:55         |
| 11.                 | «Turn Off the Lights, I'm Watching Back to the Future, Pt. II» | 6:00         |
| Общая длительность: | Общая длительность:                                            | 44:07        |

| №  | Название         | Длительность |
| -- | ---------------- | ------------ |
| 1. | «Pussy Vultures» | 5:27         |

## Чарты
| Чарт (2013)                            | Высшая позиция |
| -------------------------------------- | -------------- |
| США (Billboard 200)                    | 42             |
| США (Billboard Top Alternative Albums) | 13             |
| США (Billboard Top Hard Rock Albums)   | 6              |
| США (Billboard Independent Albums)     | 7              |
| США (Billboard Top Rock Albums)        | 14             |